# Uranocentrodon
Uranocentrodon is een geslacht van uitgestorven temnospondyle Batrachomorpha (basale "amfibieën") uit de familie Rhinesuchidae. Bekend van een schedel van vijftig centimeter lang, was Uranocentrodon een groot roofdier met een lengte tot 375 centimeter. Oorspronkelijk benoemd als Myriodon door van Hoepen in 1911, werd het in 1917 overgebracht naar een nieuw geslacht omdat die naam al bezet bleek te zijn. Het is synoniem geworden met Rhinesuchus, maar dit werd niet breed ondersteund. Het werd oorspronkelijk ook beschouwd als uit het Trias, maar meer recente analyse heeft zijn leeftijd net onder de Perm-Trias-grens geplaatst.

## Geschiedenis en exemplaren
Fossielen van het dier dat nu bekendstaat als Uranocentrodon werden voor het eerst ontdekt in een zandsteengroeve in de Normandien-formatie in de buurt van Senekal in Vrijstaat, Zuid-Afrika. Het eerste exemplaar van deze fossielen was een fragmentarische schedel opgegraven door een plaatselijke familie. Daaropvolgende opgravingen en speurtochten door verschillende teams hebben meer exemplaren geborgen die afkomstig waren uit de steengroeve. Onder deze exemplaren waren drie bijna complete skeletten die elkaar overlapten. Er werd vastgesteld dat de oorspronkelijke schedel van hetzelfde individu was als een van de skeletten. De schedel en drie skeletten werden aangekocht door het Transvaal Museum en kregen de inventarisnummers TM 75, TM 75d en TM75h door E.C.N. van Hoepen. In 1911 gaf hij de exemplaren de formele naam Myriodon senekalensis door middel van een in het Nederlands gepubliceerde korte beschrijving. Een paar jaar later, in 1915, publiceerde hij een uitgebreidere beschrijving. In deze beschrijving werden nog twee schedels genoemd, hoewel hun verblijfplaats momenteel onbekend is. In 1917 werd vastgesteld dat de naam Myriodon al in gebruik was voor een geslacht van vissen en dat er een nieuwe naam moest worden gebruikt. Zo hernoemde Van Hoepen Myriodon senekalensis, wat ruwweg vertaalt kan worden als 'veeltand van Senekal', in Uranocentrodon senekalensis, de "verhemelteprikkeltand". De vele tanden stonden op het verhemelte. De oorspronkelijke exemplaren uit het Transvaal Museum zijn gezamenlijk als de syntypen van Uranocentrodon aangewezen.
Na verloop van tijd werden aanvullende overblijfselen ontdekt. Rond dezelfde tijd dat de exemplaren uit Transvaal werden beschreven, ontdekte Robert Broom schedelfragmenten die hij beschouwde als behorend tot een nieuwe soort Rhinesuchus major. Echter, deze schedel (gezien de aanduiding 60C 1-1a) wordt nu verondersteld te behoren tot Uranocentrodon, waardoor Rhinesuchus major een jonger synoniem van het geslacht is.
In 1915 besloot Sidney Haughton om Uranocentrodon (toen nog Myriodon genoemd) synoniem te stellen met Rhinesuchus, hoewel hij het als een aparte soort binnen het geslacht hield. Hij beschreef ook een ander vrijwel compleet skelet (inclusief schedelmateriaal) dat in het Bloemfontein Museum wordt bewaard, een exemplaar dat nu wordt aangeduid als NMQR 1483. Hij noemde ook een kaakfragment, nu bekend als SAM-PK-2783. De meeste andere analyses beschouwen Uranocentrodon als verschillend van Rhinesuchus. Andere bekende overblijfselen zijn TM 185 (een schedel beschreven door Broom in 1930), TM 208 (een rechtervoorpoot) en CGP 4095 (een andere schedel).

## Paleobiologie

### Kieuwen
Door de voortreffelijke conservatie van de oorspronkelijke Transvaal-skeletten konden delicate delen van het skelet worden bewaard. Onder deze delen bevinden zich ongeveer drie rijen kleine botten (branchiale beenplaatjes) bedekt met dunne tandachtige structuren (branchiale denticula). Deze structuren bevinden zich in de buurt van de nek van een van de skeletten en waren vrijwel zeker bevestigd aan de kieuwbogen van de kieuwen terwijl het dier nog leefde. Hoewel dergelijke botten zeldzaam zijn onder Stereospondyli en onbekend zijn bij andere rhinesuchiden, kan dit eenvoudig te wijten zijn aan het feit dat de botten van andere geslachten werden bewaard in meer ruwkorrelige sedimenten waar dergelijke delicate botten gebroken of moeilijk te vinden waren.
Hoewel Uranocentrodon duidelijk een soort kieuwen had, is het moeilijk vast te stellen wat voor soort kieuwen het waren. Aan de ene kant zouden het inwendige kieuwen kunnen zijn, zoals die van vissen, die aan de buitenkant van het lichaam nauwelijks zichtbaar waren. Aan de andere kant kunnen het stengelachtige uitwendige kieuwen zijn geweest zoals die van moderne salamanderlarven of zelfs neotenische volwassen salamanders zoals de mudpuppy of axolotl. Externe kieuwen moesten ergens tijdens de evolutie van amfibieën zijn geëvolueerd naar interne kieuwen, hoewel de precieze positie van deze overgang controversieel is. De kieuwondersteunende botten die bewaard zijn gebleven in oude amfibieën vertonen veel overeenkomsten met die van vissenkieuwen en salamanderkieuwen. Afhankelijk van met welke van deze groepen paleontologen de botten vergelijken, kunnen verschillende soorten kieuwen worden afgeleid. Dit raadsel, bekend als de paradox van Bystrow, heeft het moeilijk gemaakt om kieuwen te beoordelen bij oude amfibieën zoals Uranocentrodon.
De paradox van Bystrow werd uiteindelijk opgelost door een onderzoek uit 2010. Deze studie vond dat gegroefde ceratobrachniale structuren (componenten van de kieuwbogen) gecorreleerd zijn met interne kieuwen. Oude tetrapoden die gegroefde ceratobranchialia bewaarden, zoals de dvinosauriër Dvinosaurus, hadden waarschijnlijk alleen interne kieuwen als volwassenen. Niettemin zijn externe kieuwen direct bewaard gebleven als zacht weefsel bij sommige temnospondylen. Deze situaties komen echter alleen voor bij larvale exemplaren of leden van gespecialiseerde groepen zoals de branchiosauriden. Een levende soort longvis (Lepidosiren) heeft uitwendige kieuwen als larven die als volwassenen in inwendige kieuwen veranderen. Ondanks volwassen exemplaren van dvinosauriër met skeletkenmerken die gecorreleerd zijn met interne kieuwen, behielden sommige larvale exemplaren van de dvinosauriër Isodectes de externe kieuwen van zacht weefsel. Dus de kieuwontwikkeling van dvinosauriërs (en vermoedelijk andere temnospondylen zoals Uranocentrodon) weerspiegelde die van Lepidosiren. Ondanks dat dit kenmerk waarschijnlijk een voorbeeld is van convergente evolutie (aangezien andere longvissen uitsluitend interne kieuwen bezaten), blijft het nog steeds een nuttig model voor hoe temnospondyle kieuwen zich ontwikkelden. Concluderend, de kieuwen van Uranocentrodon waren waarschijnlijk inwendig (zoals die van een vis) als een volwassene, maar uitwendig (zoals die van een salamander) als een larve.

### Lichaamsbepantsering
Sommige Transvaal-exemplaren behielden ook grote stukken benige schubben of schubben rond het lichaam. De schubben op de buik van het dier waren gerangschikt in parallelle diagonale rijen die samenkwamen op de middenlijn van het lichaam en uiteenliepen terwijl de rijen zich uitstrekten naar de staart. Elke schub had een richel die door het midden liep, en de schubben die verder naar de middenlijn liepen overlapten de schubben die verder naar buiten liepen. Langs de middellijn strekte zich een rij platte en brede schubben uit van de keel tot de staart. Hoewel deze buikschubben van been waren gemaakt, hadden schubben op andere delen van het lichaam minder botstructuur en waren ze waarschijnlijk in plaats daarvan gemaakt van keratine.
De schubben aan de zijkanten van het lichaam waren platter en kleiner dan de benige buikschubben. De schubben op de achterkant van het lichaam waren vergelijkbaar, hoewel meer afgerond van vorm, met een paar grotere schubben nabij de middenlijn. De schubben van de achterpoten en de onderkant van het heupgebied waren vergelijkbaar met die van de rug, hoewel er geen bedekking was bewaard op de voorpoten of staart. Het is dus waarschijnlijk dat in ieder geval de staart ongepantserd was en alleen bedekt was met blote huid.